# Michio Mamiya
Michio Mamiya (jap. 間宮 芳生, Mamiya Michio; * 29. Juni 1929 in Asahikawa auf der Insel Hokkaidō, Japan; † 11. Dezember 2024) war ein japanischer Komponist.

## Leben
Bereits 1940 bekam  Mamiya Kompositionsunterricht von Moroi Saburō. Er war ein Schüler von Hiroshi Tamura im Fach Klavier und von Tomojirō Ikenouchi im Fach Komposition an der Tokyo National University of Fine Arts and Music. Sein besonderes Interesse galt der ursprünglichen japanischen Musik. Dennoch versuchte er in seinen Werken eine Synthese der europäischen Musik und der traditionellen japanischen Musik zu verwirklichen. Auch mit Jazz sowie mit der authentischen Musik aus Afrika, Skandinavien sowie zahlreichen asiatischen Staaten und nicht zuletzt Japans hat er sich intensiv auseinandergesetzt. Als Referent und Dozent wirkte er bei Workshops und sogenannten Clinics in Finnland, der ehemaligen Sowjetunion, Kanada, den Vereinigten Staaten von Amerika, Ungarn und China.
Er wirkte ab 1972 als Dozent an der Tokyo National University of Fine Arts and Music sowie ab 1980 an der Toho Gakuen School of Music. Seine Werke wurden mit zahlreichen Preisen und Auszeichnungen im In- und Ausland versehen, so gewann er 1958 den Mainichi Award für sein erstes Chorwerk, 1970 den Otaka-Preis für sein zweites Klavierkonzert und 1974 den Salzburger Fernsehopern-Preis für seine TV-Oper Naru-Kami.

## Werke

### Werke für Orchester
- 1954 Klavierkonzert Nr. 1
- 1955 Sinfonie
- 1959 Violinkonzert Nr. 1
- 1965 Deux tableaux pour orchestre '65
- 1970 Klavierkonzert Nr. 2
  1. Molto lento - Vivace - Lento
  2. Allegretto
- 1975 Violinkonzert Nr. 2
- 1975 Cellokonzert
- 1978 Konzert für Orchester
- 1985 Tableau pour orchestre '85
- Chasse au tigre en Inde
- 1990 Klavierkonzert Nr. 3
- 1997 Klavierkonzert Nr. 4
- 2002 Mates of the Earth
- 2005 Tableau pour orchestre 2005

### Werke für Blasorchester
- 1986 Overture for Band
- 1989 March: Glory Of Catalonia
- 1993 Berry and Step a Dance

### Chormusik
- 1958 Composition for Chorus No. 1 für gemischten Chor
- 1962 Composition for Chorus No. 2 für gemischten Chor, Flöte und Perkussion
- 1963 Composition for Chorus No. 3 für Männerchor
- 1963 Composition for Chorus No. 4 „Children's Field“ für Kirchenchor und Orchester
- 1966 5 Children's Songs für Kinderchor oder Frauenchor
  1. Zuizuizukkorobashi
  2. Otedama-uta (Song of Hand Ball)
  3. Sansai-odori
  4. Tenman no ichi wa
  5. Karasu Kanemon Kanzaburo
- 1966 Composition for Chorus No. 5 "Chojugiga" für gemischten Chor, Kontrabass und Perkussion
- 1968 Composition for Chorus No. 6 für Männerchor
- 1972 Composition for Chorus No. 7 "Mammoth Cemetery" für Kinderchor
- 1979 Até netsik für Kinderchor (SSA) - Text: Clive W. Nichol
- 1981 Composition for Chorus No. 10 für gemischten Chor und Klavier
- 1983–1999 Etudes for Chorus
  1. Etude I
  2. Etude II
  3. Etude III
  4. Etude IV
  5. Etude V fifth
  6. Etude VI furyu
  7. Etude VII rhythm and shōga
  8. Etude VIII harmony
- 1984 Composition for Chorus No. 11 für gemischten Chor, Biwa und Perkussion
- 1986 Composition for Chorus No. 12 für Kinderchor und Streichorchester
- 1988 Motet Vernale für Kinderchor
- 1993 Composition for Chorus No. 13 für gemischten Chor und Perkussion
- 1994–1995 Kigi no uta (Song of Trees) zusammen mit Olli Kortekangas komponiert, für Kinderchor und Percussion - Text: Hajime Kijima und Samuli Paulaharju (Japanisch, Finnisch, Englisch)
- 1994 Composition for Chorus No. 14 für Männerchor und Perkussion
  1. Shingon
  2. Kanjô
  3. Kassatzu
- 2002 Composition for Chorus No. 15 für Kinderchor und Klavier
- 2004 Composition for Chorus No. 16 für gemischten Chor

### Gesang
- 1955–1999 Japanese Folk Song Collection für Stimme und Klavier
- 1992 Briefmarke für Sängerin oder Sänger, 2 Blockflöten und Laute

### Kammermusik
- 1962 Three Movements für Bläser-Quintett
- 1963 Streichquartett Nr. 1
- 1966 Sonate für Violine, Klavier, Perkussion und Kontrabass
- 1969 Sonate für Violoncello Solo
- 1970 Sonata für Violine Solo
- 1971 Serenade für Sopran, 2 Violinen, Viola, Violoncello und Klavier
- 1972 Six Japanese Folk Songs für Violoncello und Klavier
- 1972 Concerto for 9 players für kleines Ensemble
- 1974 Homage to Chestnut Hill für Violine, Violoncello und Klavier
- 1977 5 Finnish Folk Songs für Violoncello und Klavier
  1. Miero vuotti uutta kuuta
  2. Joiku of reindeer for winter
  3. The day of Deer dance
- 1977 Piano Trio für Klavier, Violine und Violoncello
- 1980 Streichquartett Nr. 2
- 1982 Streichquintett
- 2001 Serenade No. 3 "Germ" Sopran, zwei Violinen, Bratsche, zwei Violoncelli und Percussion - Text: Walt Whitman und Hajime Kijima

### Klaviermusik
- 1955 3 Inventions
- 1955 mKlaviersonate Nr. 1
- 1973 Klaviersonate Nr. 2
- 1977–1984 Six Preludes
- 1983 Differencias
- 1987 Klaviersonate Nr. 3, "Spring"

### Bühnenwerke
- 1959 Mukashibanashi hitokai Tarobei (Tarobei der Sklavenhändler) Rundfunkoper, 1 Akt - Libretto: Ichiro Wakabayashi
- 1963 Gion-Festival Ballett
- 1965 Nihonzaru Sukitoorime (Der hellseherische Affen-Maler) Rundfunkoper, 1 Akt - Libretto: Hajime Kijima
- 1974 Naru-Kami Fernsehoper, 1 Akt (Ausgezeichnet 1974 mit dem Grand Prix des Kompositionswettbewerbs in Salzburg)
- 1990 Yonaga-hime to Mimio (Yonaga-hime und Mimio) Oper, 1 Akt
- 1991 Chisaki Mono no Uta-monogatari: Tobikura Giga-kan Musikalisches Märchen für Kinder für Kyogen-Schauspieler, shōmyō (buddhistische Gesänge), Kinderchor, 3 Flöten, Biwa und 4 Schlagzeuger
- 1992 The Path of the White Wind für 2 Nō-Schauspieler und 3 Schlagzeuger
- 1999 Sugaebon Oku-jooruri (Dramatische Ballade über das Buch von Sugae) für Sänger, japanische Instrumente und Schlagzeug, 3 Teile

### Musik für traditionelle japanische Instrumente
- 1957 Music for 4 Kotos
- 1957 Music for 3 kotos
- 1962 Quartet for Shakuhachi, Sangen & Two Kotos
- 1988 Kio Homage to Japanese Poet Kio Kuroda, für Violoncello und Shakuhachi (trad. japanisches Instrument = Bambusflöte)

### Filmmusik
- 1987 Die letzten Glühwürmchen Musik zu einem Zeichentrickfilm